# Xã Dallas, Quận Luzerne, Pennsylvania
Xã Dallas (tiếng Anh: Dallas Township) là một xã thuộc quận Luzerne, tiểu bang Pennsylvania, Hoa Kỳ. Năm 2010, dân số của xã này là 8.994 người.